# Paul Alexiu
Paul Alexiu (n. 8 aprilie 1893, București – d. 30 septembrie 1963, București) a fost un general român, care a luptat în cel de-al Doilea Război Mondial alături de forțele germane și a fost decorat cu medalia Vulturul German în 1943.

## Studii militare
Școala de Ofițeri de Artilerie, Geniu și Marină (1911-1913), Școala Superioară de Război (1920-1922).

## Funcții militare
- 1941 – 10 ianuarie 1942 - Comandantul Regimentului 3 Artilerie.
- 10 ianuarie 1942 – 31 mai 1943 - Comandantul Diviziei 10 Artilerie.
- 1 iunie 1943 – 1 decembrie 1944 - în rezervă.
- 1 decembrie 1944 – 16 aprilie 1945 - Comandantul artileriei Armatei 1-a.
- 17 aprilie 1945 – 16 august 1946 - Comandantul Diviziei 18.
- 16 august 1946 – 27 decembrie 1947 - Inspector de Artilerie.
- 27 decembrie 1947 – 8 aprilie 1949 - Comandantul Regiunii a 2-a Militară.
- 8 aprilie 1949 – 20 martie 1950 - Comandantul Apărării Antiaeriene.

## Promovat
- General de Brigadă - 1943.
- General de Divizie - 1945.

S-a remarcat, în cel de-al Doilea Război Mondial, în timpul încercărilor sovietice de debarcare de la Durande și Eltigen (iulie 1942), în luptele de la est de Vah-Slovacia (aprilie 1945).
A fost trecut definitiv în rezervă la 20 martie 1950.
A fost arestat în perioada 21 ianuarie 1954-21 septembrie 1955, fiind acuzat, pe nedrept, de măsuri luate împotriva populației civile din zona Odessa în octombrie 1941.

## Decorații
- Ordinul „Steaua României” în gradul de ofițer (8 iunie 1940)[2]